# Bregmaceros cayorum
Bregmaceros cayorum is een straalvinnige vissensoort uit de familie van de doornkabeljauwen (Bregmacerotidae). De wetenschappelijke naam van de soort is voor het eerst geldig gepubliceerd in 1952 door Nichols.